# 慕尼黑西门子工厂站
西门子工厂站（德語：S-Bahnhof Siemenswerke）是一座快铁7、20号线位于塔尔基兴-上森德灵-福斯滕里德-菲尔斯滕里德-索恩的一座车站。